# Siemion Czesnokow
Siemion Aleksiejewicz Czesnokow (ros. Семён Алексеевич Чесноков, ur. 1901 we wsi Nikolskoje w guberni orłowskiej, zm. w sierpniu 1974) – radziecki lekarz, ludowy komisarz ochrony zdrowia RFSRR (1937-1938).

## Życiorys
Służył w Armii Czerwonej, należał do RKP(b), 1920 został sekretarzem powiatowego komitetu Komsomołu w Orle, potem do 1921 kierował Wydziałem Agitacyjno-Propagandowym Komitetu Powiatowego RKP(b) w Orle. W latach 1921–1929 studiował w Moskiewskim Uniwersytecie Państwowym, był ordynatorem kliniki tego uniwersytetu, sekretarzem komórki RKP(b) 1 Moskiewskiego Instytutu Medycznego, potem do 1931 pracował w rejonowych komitetach WKP(b) w Moskwie. W latach 1931–1937 był dyrektorem Niżnonowogrodzkiego/Gorkowskiego Instytutu Medycznego, od sierpnia 1937 do 1938 był ludowym komisarzem ochrony zdrowia RFSRR, potem głównym lekarzem 2 szpitala klinicznego 1 Moskiewskiego Instytutu Medycznego, a 1939-1949 ludowym komisarzem/ministrem ochrony zdrowia Kazachskiej SRR. W 1949 został głównym lekarzem szpitala im. Botkina w Moskwie, później kierownikiem Moskiewskiego Miejskiego Oddziału Ochrony Zdrowia, dyrektorem Moskiewskiego Obwodowego Naukowo-Badawczego Instytutu Gruźlicy i przewodniczącym Moskiewskiego Obwodowego Komitetu Związku Zawodowego Pracowników Medycznych.

## Odznaczenia
- Order Czerwonego Sztandaru Pracy (dwukrotnie)
- Order Czerwonej Gwiazdy
- Order „Znak Honoru” (czterokrotnie)